# Folkomröstningar i Schweiz 2010
Folkomröstningar i Schweiz 2010 var sex till antalet. I mars hölls tre stycken, om pensionsfonder, djurskydd och tillägg till grundlagen. I oktober hölls en om arbetslöshetsbidrag. Och i november hölls två om utvisning av utländska kriminella samt kantonskatt.

## Arbetslöshetsbidraget
Omröstningen hölls den 26 september och gällde frågan om arbetslöshetsunderstödet. Mitten- och högerpartierna var för en omskriven lag, medan de mer vänsterinriktade partierna var emot. Resultatet blev att 53,4 procent röstade för en omskrivning av lagen.